# Cantone di Centinela del Cóndor
Il cantone di Centinela del Cóndor è un cantone dell'Ecuador che si trova nella provincia di Zamora Chinchipe.
Il capoluogo del cantone è Zumbi.